# Sedlice (ort i Tjeckien, Vysočina)
Sedlice är en ort i Tjeckien.   Den ligger i regionen Vysočina, i den centrala delen av landet, 90 km sydost om huvudstaden Prag. Sedlice ligger 483 meter över havet och antalet invånare är 148.
Terrängen runt Sedlice är huvudsakligen platt, men norrut är den kuperad. Runt Sedlice är det ganska glesbefolkat, med 36 invånare per kvadratkilometer. Närmaste större samhälle är Pelhřimov, 9,6 km söder om Sedlice. Omgivningarna runt Sedlice är en mosaik av jordbruksmark och naturlig växtlighet.